# Пийс
Пийс (на английски: Peace River) е река в северозападната част на Канада, провинции Британска Колумбия и Албърта. Дължината ѝ от 1923 km, заедно с лявата съставяща я река Финли ѝ отрежда 7-о място сред реките на Канада. Дължината само на река Пийс е 1431 km, която я прави в действителност 3-та по дължина изцяло канадска река след Маккензи и Чърчил.

## Географска характеристика

### Извор, течение, устие
Преди построяването на язовирната стена „Бенет“, на 56°01′06″ с. ш. 122°12′24″ з. д. / 56.018333° с. ш. 122.206667° з. д. и завиряването на язовира Уоластън, река Пийс се е образувала от сливането на двете съставящи я реки Финли (отляво) и Парснип (отдясно) на 56°00′00″ с. ш. 123°54′21″ з. д. / 56° с. ш. 123.905833° з. д.. При изтичането си от язовира, първите 370 км, до устието на река Смоки Ривър (десен приток) при град Пийс Ривър, реката тече в източна посока.
Следващите 230 км течението ѝ е насочено на север, а от град Форт Вермильон до устието ѝ в Робска река на изток-североизток. По време на лятното пълноводие река Пийс носи огромно количество вода, която в устието ѝ залива големи участъци, в това число близкото езеро Клеър и повишава нивото на езерото Атабаска, като спира изтичането на Робска река от него.

### Водосборен басейн, притоци
Площта на водосборния басейн на реката е 302 500 km2, който представлява 16,8% от целия водосборен басейн на река Маккензи. На север водосборният басейн на Пийс граничи с водосборните басейни на реките Хей и Лиард от системата на река Маккензи. На запад и югозапад границата на водосборния ѝ басейн съвпада с този на континенталния вододел и граничи с вособорните басейни на реките Стикин, Скина и Фрейзър, вливащи се в Тихия океан. На юг и югоизток е вододелът с басейна на река Атабаска, която е също от системата на река Маккензи.
Основните притоци на река Пийс са: леви – Финли, Хафуей, Бийтън, Клеър, Уайтмъд, Нотикевин, Бойер, Понтон, Уентцел, Джакфиш; десни – Парснип, Пайн, Кискатина, Паус Куп Ривър, Смоки Ривър (най-големият ѝ приток), Кадот, Кач Крийк, Уобаска, Микуа.

### Хидроложки показатели
Многогодишният среден дебит в устието на реката е 2118 m3/s. Максималният отток на реката е през юли и август и достига до 9790 m3/s, а минималният е през януари-февруари – 344 m3/s. От октомври до май реката е скована от ледена покривка. Плавателна е по цялото сипротежение, с изключение на участъка около град Форт Фермильон, където наличието на прагове и бързеи затрудняват корабоплаването.

## Селища, икономическо значение, защитени територии
По течението на реката няма големи градове, но има множество малки градчета и селища по-важни от които са: Хъдсън Хоп (1012 жители, в близост до изтичането на реката от язовира Уоластън) и Тейлър (1384 жители) в провинция Британска Колумбия; Пийс Ривър (6744 жители, най-големия град по течението ѝ, в близост до устието на река Смоки Ривър) и Форт Вермильон (727 жители) в провинция Албърта.
Още от края на XIX в. района на средното течение на реката е важен зърнопроизводителен център на Канада на базата на плодородните почви в долината ѝ. В горното и течение се развива целулозно-хартиената промишленост на основата на гъстите иглолистни гори, а в северната част на басейна ѝ – добивът на нефт и природен газ.
По течението на река Пийс са създадени няколко провинциални парка – „Бътлър Ридж“, „Тейлър Ландинг“, „Бийтън Ривър“ и „Пийс Ривър Коридор“ в провинция Британска Колумбия; „Дънвеган“, „Пийс Ривър“, „Грин Вали“ и „Норт Кевен“ и националния парк „Уд Бъфало“ в провинция Албърта. Има и 5 малки индиански резервата.

## Откриване и изследване на реката
В началото на 1780-те години траперът Александър Хенри събира първите сведения за реката от местните индианци.
През 1785 г. друг трапер и търговец на ценни животински кожи Питър Понд открива долното течение на реката.
Три години по-късно, през 1788 г. Шарл Боайе, служител на „Северозападната компания“, търгуваща с ценни животински кожи, в устието на река Бойер, на 58°23′17″ с. ш. 116°01′06″ з. д. / 58.388056° с. ш. 116.018333° з. д. основава търговски пункт (фактория) – днешния град Форт Вермильон.
В периода 1788 – 1792 г. други търговски агенти на „Северозападната компания“ откриват средното течение на реката до устието на най-големия ѝ приток река Смоки Ривър.
През лятото на 1792 г. започва големия поход на шотландския търговски агент на „Северозападната компания“ Александър Маккензи на запад за откриване на пряк воден път до Тихия океан. Той се изкачва по Пийс до устието на Смоки Ривър, където презимува. На 9 май 1793 г., след като реката се размразява продължава изкачването си по нея с още 9 спътници в една лодка. За две седмици смелите пътешественици, след като преодоляват 40-километровият опасен каньон на реката (сега е залят от водите на язовира Уоластън) достигат до сливането на двете съставящи я реки Финли от север и Парснип от юг.